# Huérteles
Huérteles es una localidad española perteneciente al municipio de Villar del Río, provincia de Soria, comunidad autónoma de Castilla y León. Pueblo de la comarca de Tierras Altas y del partido judicial de Soria.

## Geografía

Término municipal de Villar del Río.

Esta pequeña población de la comarca de Tierras Altas está ubicada en el norte de la provincia. Su ayuntamiento está agrupado al de Villar del Río.

### Comunicaciones
Localidad situada en la carretera autonómica SO-643 a 500 metros del cruce con la carretera autonómica SO-615.

## Medio ambiente
El pueblo se encuentra en el punto de confluencia del arroyo Cayo y el río Ventosa, en la ladera del Monte Cayo. 
Dispone de una gran riqueza arbórea (carrascas, encinas, pinos y abedules, entre otros) y una importante colección de especies de matorrales y plantas (tomillo, romero, espliego, manzanilla o lavanda).

## Historia
Entre el siglo XII y el siglo XIX fue uno de los cuatro sexmos en los que se dividía la Comunidad de villa y tierra de San Pedro Manrique. Al sexmo de Huérteles pertenecían:
- Ventosa (San Pedro Manrique).
- Rabanera (despoblado Ventosa de San Pedro).
- Palacios.
- Huérteles (Villar del Río).
- Horcajo (despoblado Huérteles).
- Fuentes (San Pedro Manrique).
- Taniñe (San Pedro Manrique).
- Montaves (Villar del Río)

A finales del siglo XX se incorporó con Montaves al término del municipio de Villar del Río.
Oficialmente el gentilicio sería «huertelanos», no obstante en la zona los habitantes de este pueblo son conocidos como «mangurrinos».

## Geografía humana

### Demografía
| Gráfica de evolución demográfica de Huérteles entre 1842 y 1970 |
| |
| Población de derecho según los censos de población del INE Población de hecho según los censos de población del INEEntre el censo de 1857 y el anterior, crece el término del municipio porque incorpora a 425068 (Montoves) Entre el censo de 1981 y el anterior, este municipio desaparece porque se integra en el municipio 42209 (Villar del Rïo) |

En 2022 la población del municipio ascendía a 10 personas.

## Festejos
Fiestas principales: San Benito y la Virgen de la Asunción, 14 y 15 de agosto.